# 今夜は離さない
「今夜は離さない」は、1983年7月21日にリバスター音産より発売された橋幸夫の149枚目のシングルである（7RC-007）。

## 概要
- 1983年4月に、橋は、ビクター音楽産業（現：JVCケンウッド・ビクターエンタテインメント）からリバスター音産に移籍し、すぐにアルバム制作と合わせてシングルカットする曲の選定にとりかかった。
- アルバム用の12曲のレコーディング後、シングルカット曲についての意見は会社内で割れ、結局「ささえ」と「今夜は離さない」の2曲を、第1作アルバム「新しい出発・・・ささえ」と同時に発売することとなった[1]。
- シングルカットされた本楽曲は安倍里葎子とのデュエット曲で、安倍はオーディションを経て橋の相手に選ばれている。
- 作詞の藤波研介は、当時リバスターの担当ディレクターで[2]、作曲の幸耕平、編曲の南郷達也ともども橋にとっては初めての作家であった。
- 橋は本楽曲について、「吹き込みの時少し遅れていったら、安倍里葎子が唄っていたのが聞こえ、これはいいとピンときた」としている。
- セールスは30万枚を突破し、リバスター時代の橋の、一番のヒット曲となり、日本有線大賞特別賞を受賞した。
- c/w「男と女」は、 作詞は池田充男、作曲は伊藤雪彦で、こちらもビクター時代には共演はしていない作家である。
- リバスター音産の法人解散後は、ビクターエンタテインメントが販売権を引き継いだ。また、安倍が2016年現在所属しているフリーボードに貸与される場合がある。
- 2019年7月に発売されたベストアルバム『60周年記念デュエットベスト〜星よりひそかに 雨よりやさしく〜』には、安倍とのオリジナル版の他、保科有里とのデュエットの令和バージョンも収録された。

## 収録曲
1. 今夜は離さない
作詞：藤波研介、作曲：幸耕平、編曲：南郷達也
2. 男と女
作詞：池田充男、作曲：伊藤雪彦、編曲：杉村敏博

## 共演
- 安倍里葎子

## 収録アルバム
- 『新しい出発・・・ささえ』（1983年7月21日）LP盤（28RL-0002）、カセットテープ（28RM-0002）
その他リバスター時代のアルバムにはかなり収録されている。
- 『橋幸夫が選んだ橋幸夫ベスト40曲』（2000年10月4日）VICL-60641～2
- 『橋幸夫全曲集 』（2003年11月26日）VICL-61251
- 『橋幸夫スーパーベスト』（2005年11月11日）ASB-1018
- 『橋幸夫ベスト～盆ダンス～』（2005年11月23日）VICL-61820
- 『橋幸夫　ザ・ベスト』（2012年7月25日） VICL-63901
- 『橋幸夫ベストヒット』（2015年7月10日）BHST153　
他。以上はリバスター解散後にビクターから発売されたもの。

## カバー
- 大月みやこ＆徳光和夫（2007年、シングル「今夜は離さないPARTII」収録。）